# نهر بوري كنكا
بُورِي كَنْكَا (بالبنكالية: বুড়িগঙ্গা؛ بالهندستانية: بوڑھی گنگا؛ ومعناه: كَنْكَا العَجُوزُ) نهر يمر بضاحية مدينة داكة عاصمة بنكلاديش يخرج من نهر دالشوري غربي داكة ويرجع إليه جنوبيها، ويتراوح عمقه بين 7 و18 مترا، وهو من أكثر أنهار بلاد البنكال تلوثا.

## التاريخ

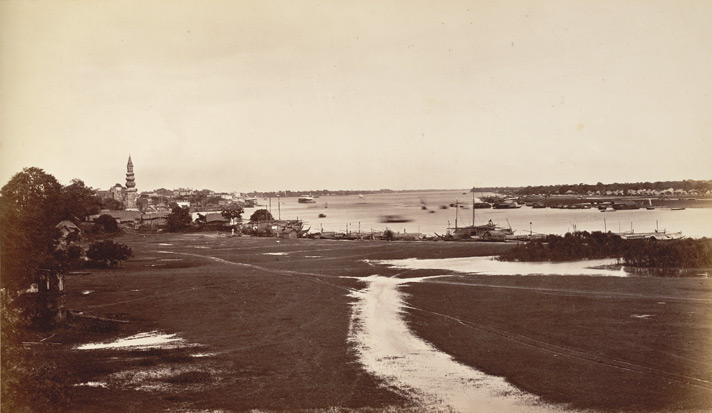
منظر مطل على نهر بوري كنكا باتجاه مدينة داكة الواقعة على الضفة اليسرى. برج المعابد الهندوسي يقف على حافة المياه (1885).

في الماضي البعيد كان مسار نهر الكنك يستخدم للوصول إلى خليج البنكال عبر نهر دالشوري، لكن في القرن العشرين أصبحت المياه الجوفية والنهر ملوثة بالبوليثين والمواد الخطرة الأخرى من المباني المهدمة بالقرب من ضفاف النهر. 
تغير مسار بدما الذي يُطلق على المسار الرئيسي للكنك في بنكلاديش- إلى حد كبير خلال الفترة 1600 حتى 2000 م، من الصعب تتبع القنوات المختلفة التي تدفقت من خلاله بدقة، لكن من المحتمل أنها قد تدفقت عبر راجشاهي عبر أنهار شالين بيل ودالشوري وبوري كنكا التي تمر عبر داكة إلى مصب نهر ميكنة، في القرن الثامن عشر تدفق مجرى النهر السفلي جنوبًا، وفي حوالي منتصف القرن التاسع عشر تدفق الحجم الرئيسي للقناة عبر هذه القناة الجنوبية والتي أصبحت تعرف باسم كيرتيناسا، تدريجيًا تكون مسار بدما الحالي.

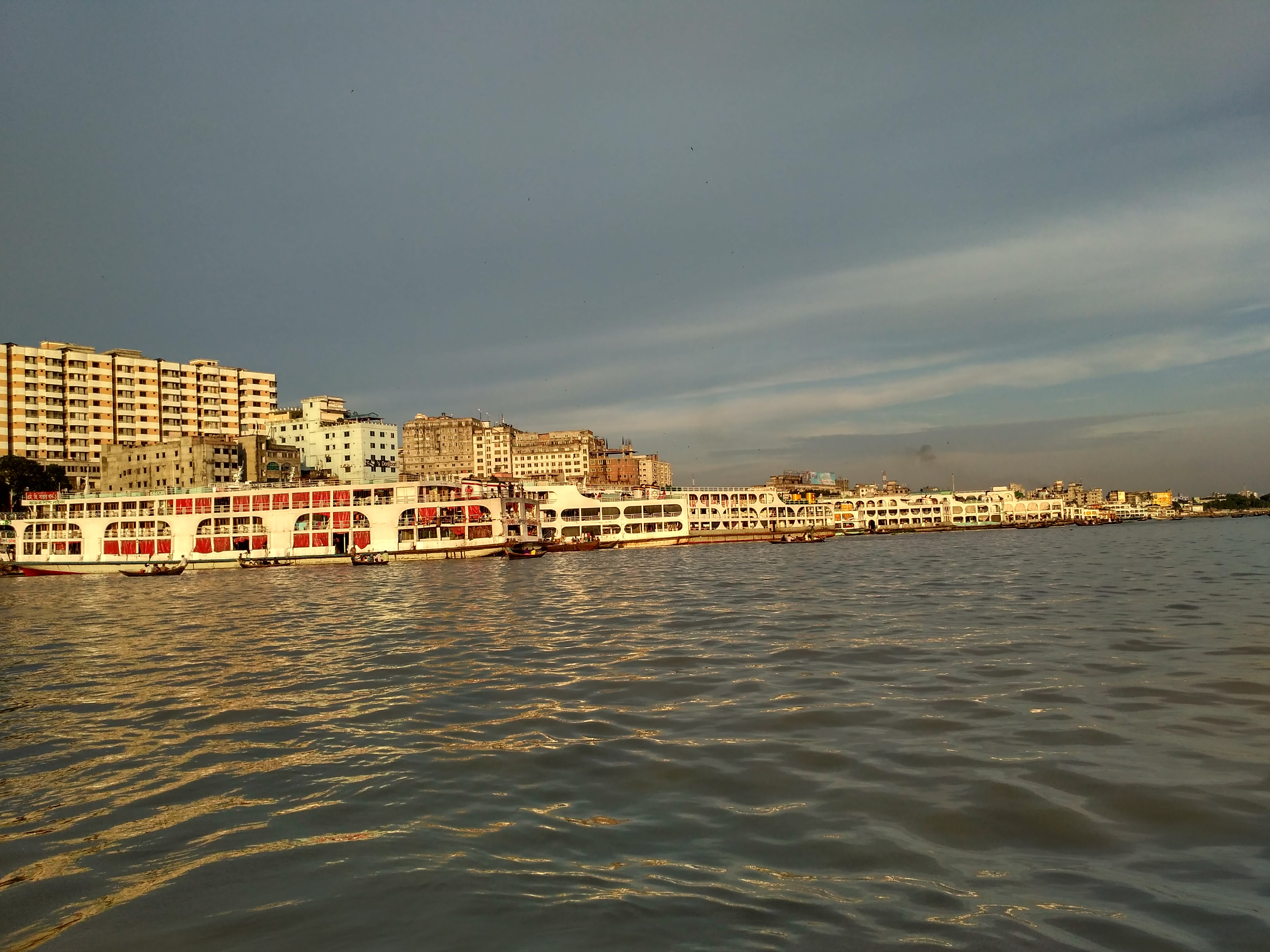
منظر لنهر بوري كنكا في منطقة سادارجهات مع بعض عمليات الإطلاق.

## التلوث
يُعد نهر بوري كنكا مهم جدًا اقتصاديًا لداكة، حيث توفر قوارب وسفن البلاد اتصالًا مع أجزاء أخرى من بنكلاديش -البلد النهرية إلى حد كبير-، وعندما جعل المغول داكة عاصمة لهم في عام 1610 كانت ضفاف نهر بوري كنكا بالفعل موقعًا رئيسيًا للتجارة، كما كان النهر أيضًا المصدر الرئيسي لمياه الشرب في المدينة.
اليوم يعاني نهر بوري كنكا من مشكلة التلوث الصاخبة، وتُعد النفايات الكيميائية للمطاحن والمصانع والنفايات المنزلية والنفايات الطبية والصرف الصحي والحيوانات الميتة والبلاستيك والنفط هي بعض الملوثات نهر بوري كنكا، تقوم مدينة داكة بتصريف حوالي 4500 طن من النفايات الصلبة كل يوم ويتم إطلاق معظمها في بوري كنكا، ووفقًا لوزارة البيئة فإن حوالي 21,600 متر مكعب (5.7×106 غال-أمريكي) من النفايات السامة يتم إطلاقها في النهر بواسطة المدابغ يوميًا،   حدد الخبراء تسع مناطق صناعية في العاصمة وحولها تُعد المصدر الرئيسي للتلوث للنهر وهي: تونجي وتيجاون وهازاريباغ وتارابو ونراين كنك وسافار وغازيبور بالإضافة إلى منطقة تجهيز صادرات داكة وغوراشال، لا تحتوي معظم الوحدات الصناعية في هذه المناطق على محطات معالجة مياه الصرف الصحي أو محطات معالجة النفايات السائلة (ETP).

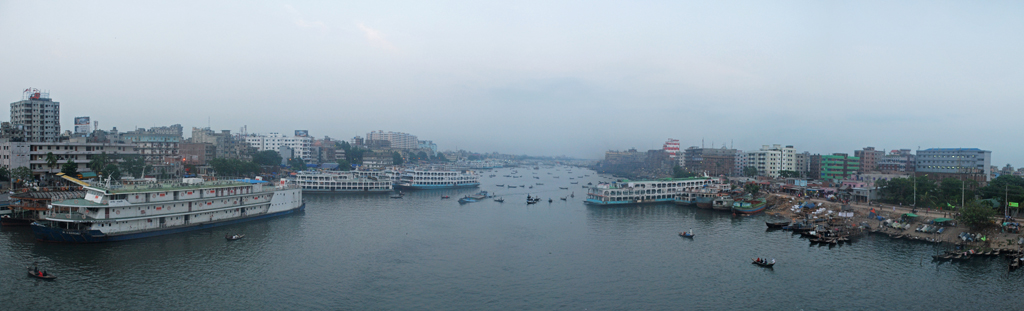
منظر لنهر بوري كنكا من الجسر في داكة

يتم إطلاق أكثر من 60,000 متر مكعب (2,100,000 قدم3) من النفايات السامة -بما في ذلك صبغات النسيج والطباعة والغسيل والمستحضرات الصيدلانية- في المسطحات المائية الرئيسية في داكة كل يوم، وفقًا لهيئة المياه والصرف الصحي في داكة (WASA) فإن حوالي 12,000 متر مكعب (420,000 قدم3) من النفايات غير المعالجة يتم إطلاقهم في بحيرة من تيجاون وبدة والمناطق الصناعية في موهاخالي كل يوم، تأتي النفايات في الغالب من مصانع غسيل الملابس والصباغة، حيث تقوم صناعات النسيج سنوياً بتصريف ما يصل إلى 56 مليون طن من النفايات و 0.5 مليون طن من الحمأة، كما يتم إطلاق مياه الصرف الصحي أيضا في بوري كنكا، وقد أشار مقال صحفي في عام 2004  إلى أن ما يصل إلى 80٪ من مياه الصرف الصحي في داكة لم تتم معالجتها، ونظرًا لاعتماد داكة الشديد على النقل النهري للبضائع -بما في ذلك المواد الغذائية- فإن نهر بوري كنكا يتلقى كميات كبيرة جدًا من نفايات الطعام نظرًا لإلقاء أجزاء غير صالحة للاستعمال أو متعفنة من الفواكه والخضروات والأسماك في النهر.
يتعرض ما يقرب من 4.0 مليون من الناس في المدينة لعواقب تلوث المياه كل يوم.
سابقًا حاولت مجموعة من دعاة حماية البيئة تشكيل فريق دوريات النهر لإنقاذ بوري كنكا والأنهار الأخرى من التلوث الشديد، كانت المجموعة تشعر بالقلق إزاء تلوث الأنهار المحيطة بالعاصمة وطالبت باتخاذ إجراءات فورية، تعرضت الحكومة لانتقادات بسبب عجزها أو عدم استعدادها لمنع الوحدات الصناعية في المدينة من إطلاق نفايات غير معالجة في الماء.

## معرض الصور

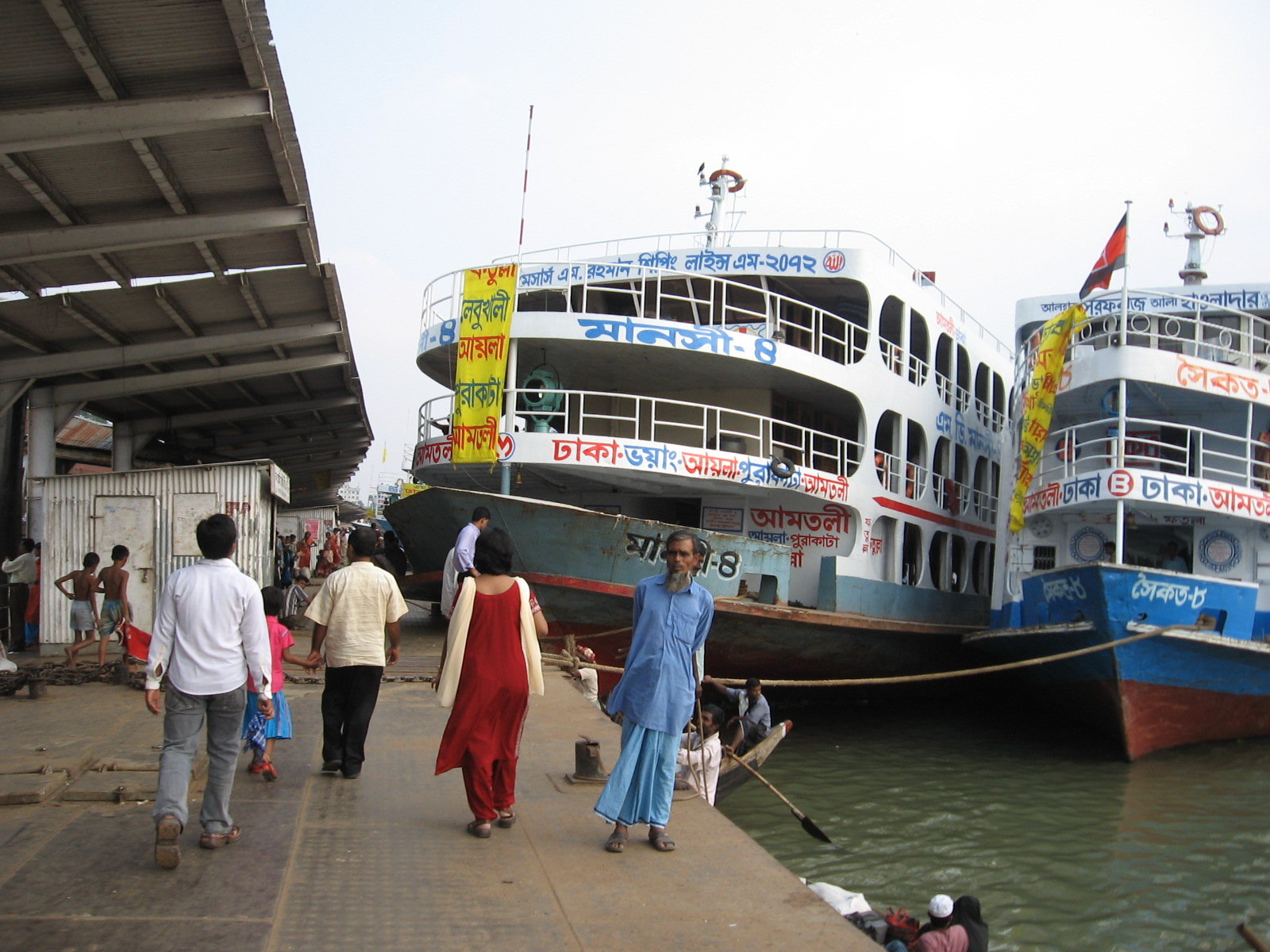
سفن كبيرة تنتظر الانطلاق من ميناء سادرغات على بوري كنكا إلى وجهات مختلفة في بنكلاديش
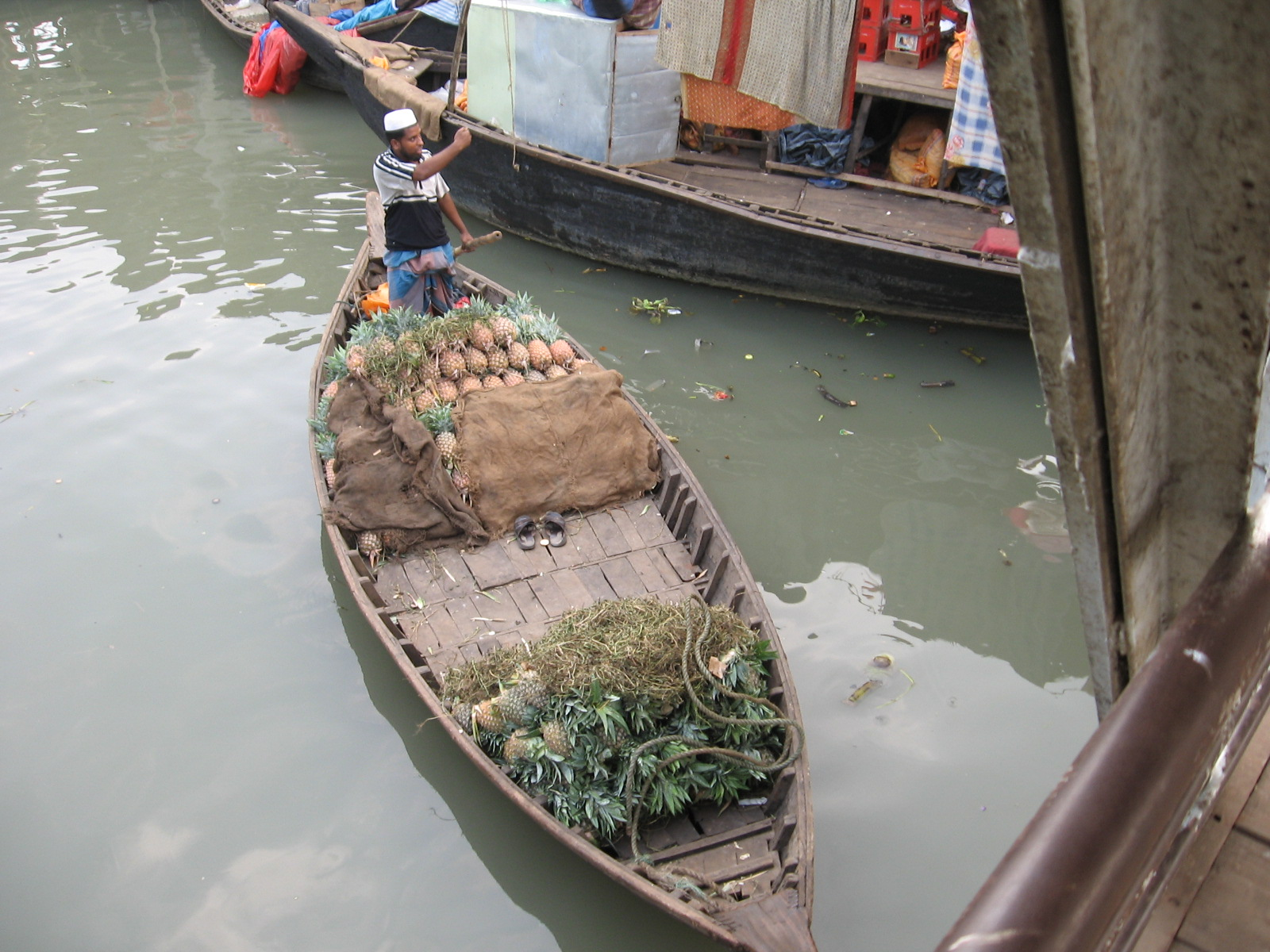
رجل في قارب يبيع أناناس في سادرغات على نهر بوري كنكا
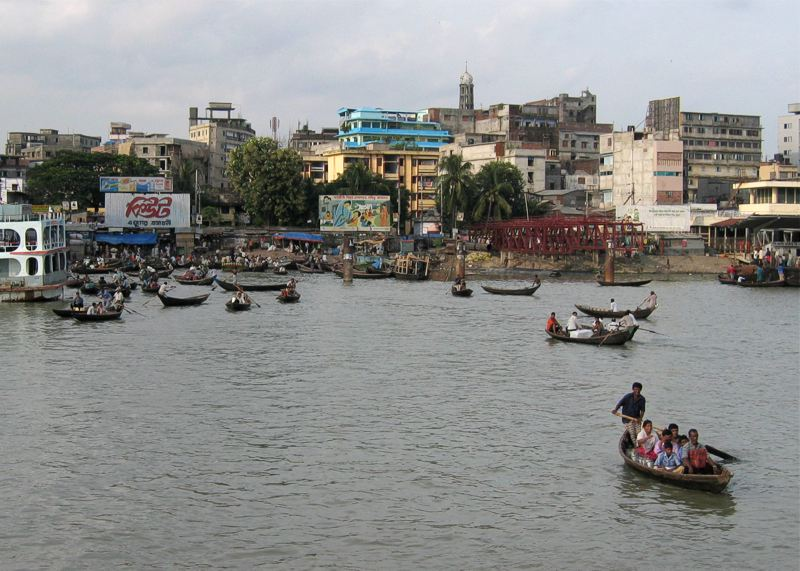
ميناء سادرغات على نهر بوري كنكا في مدينة داكة
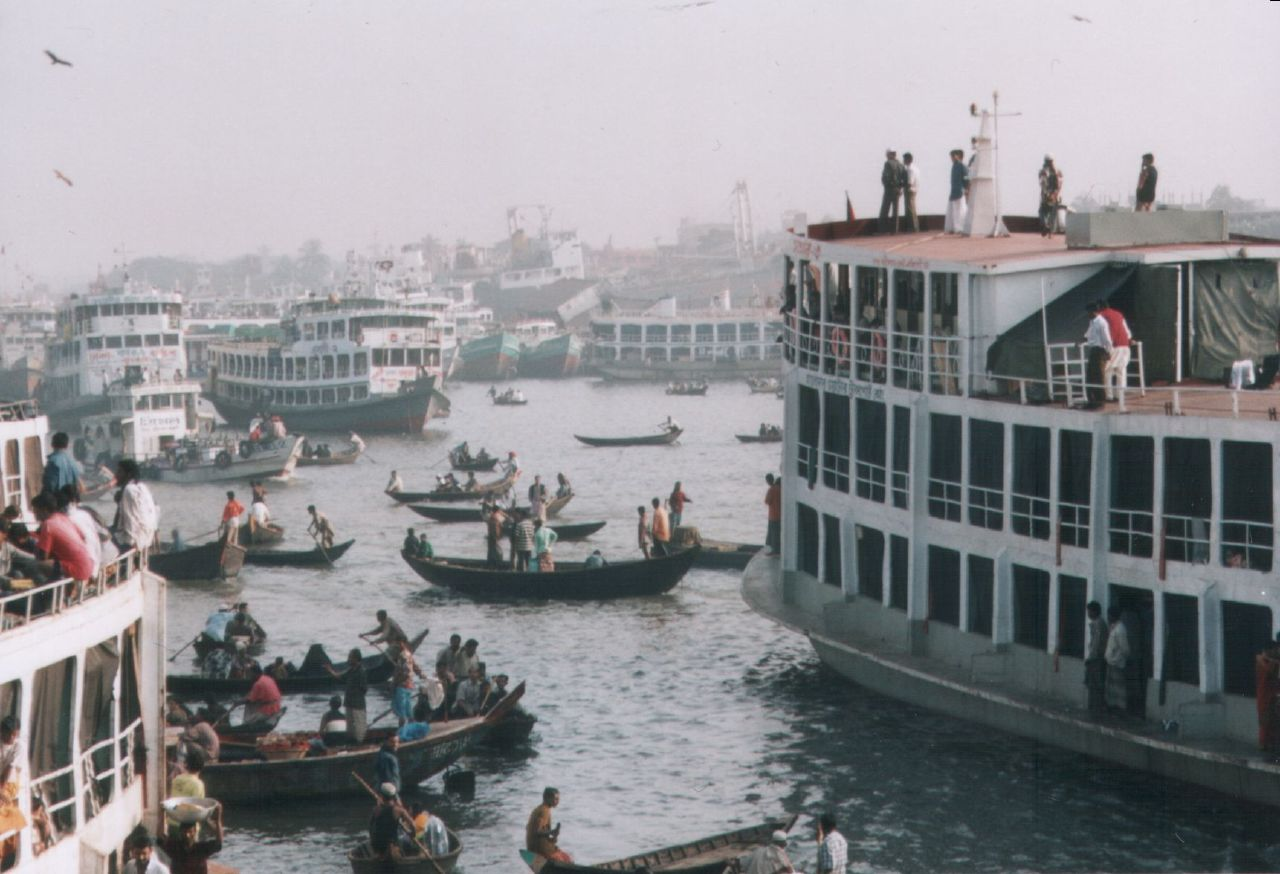
يُعد ميناء سادرغات على نهر بوري كنكا هو محور النقل النهري المهم
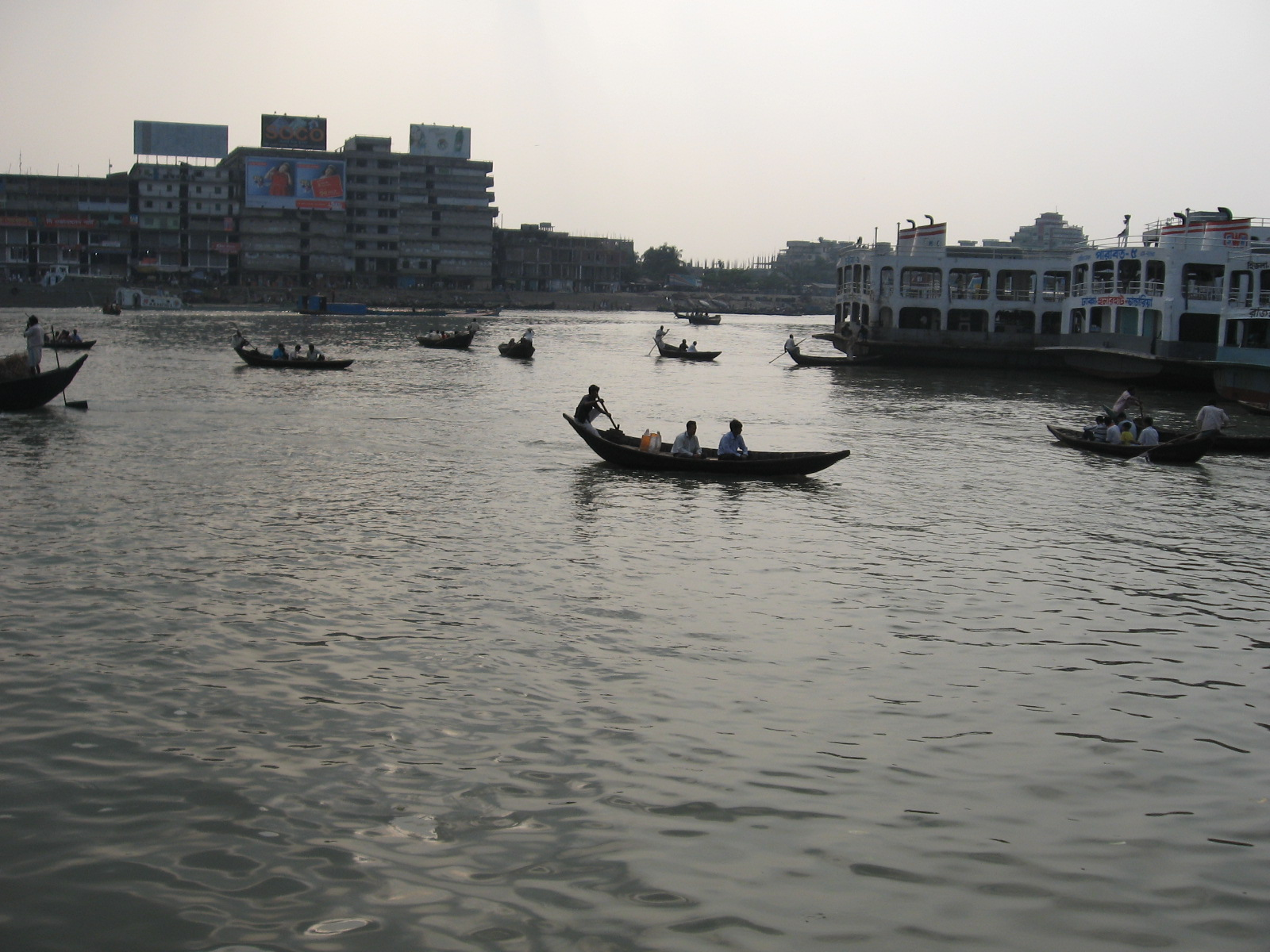
القوارب الصغيرة تتدفق على بوري كنكا في سادارغات
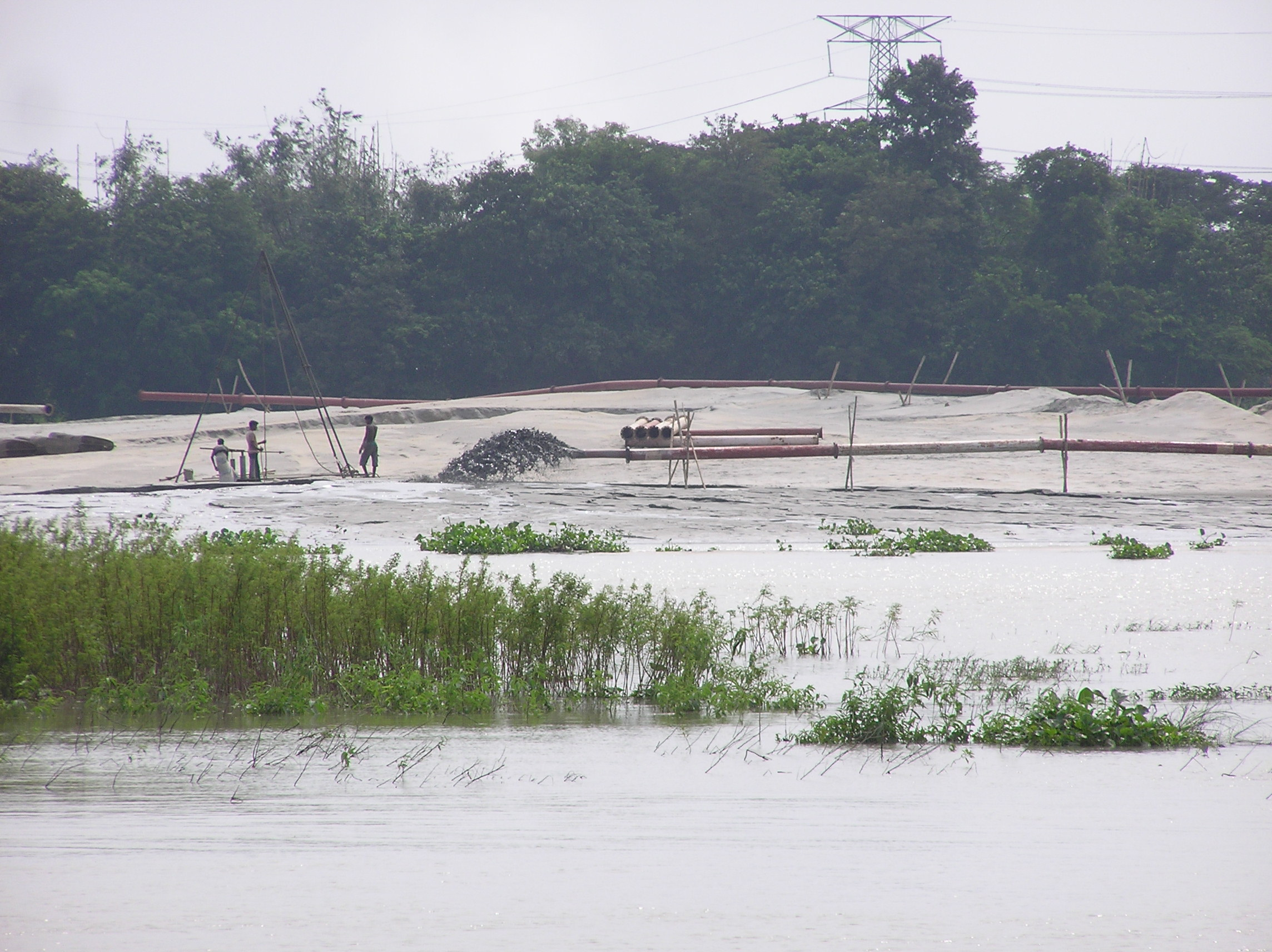
استصلاح الأراضي على نهر بوري كنكا يجرف الرمال ويودعها في سهل الفيضان.
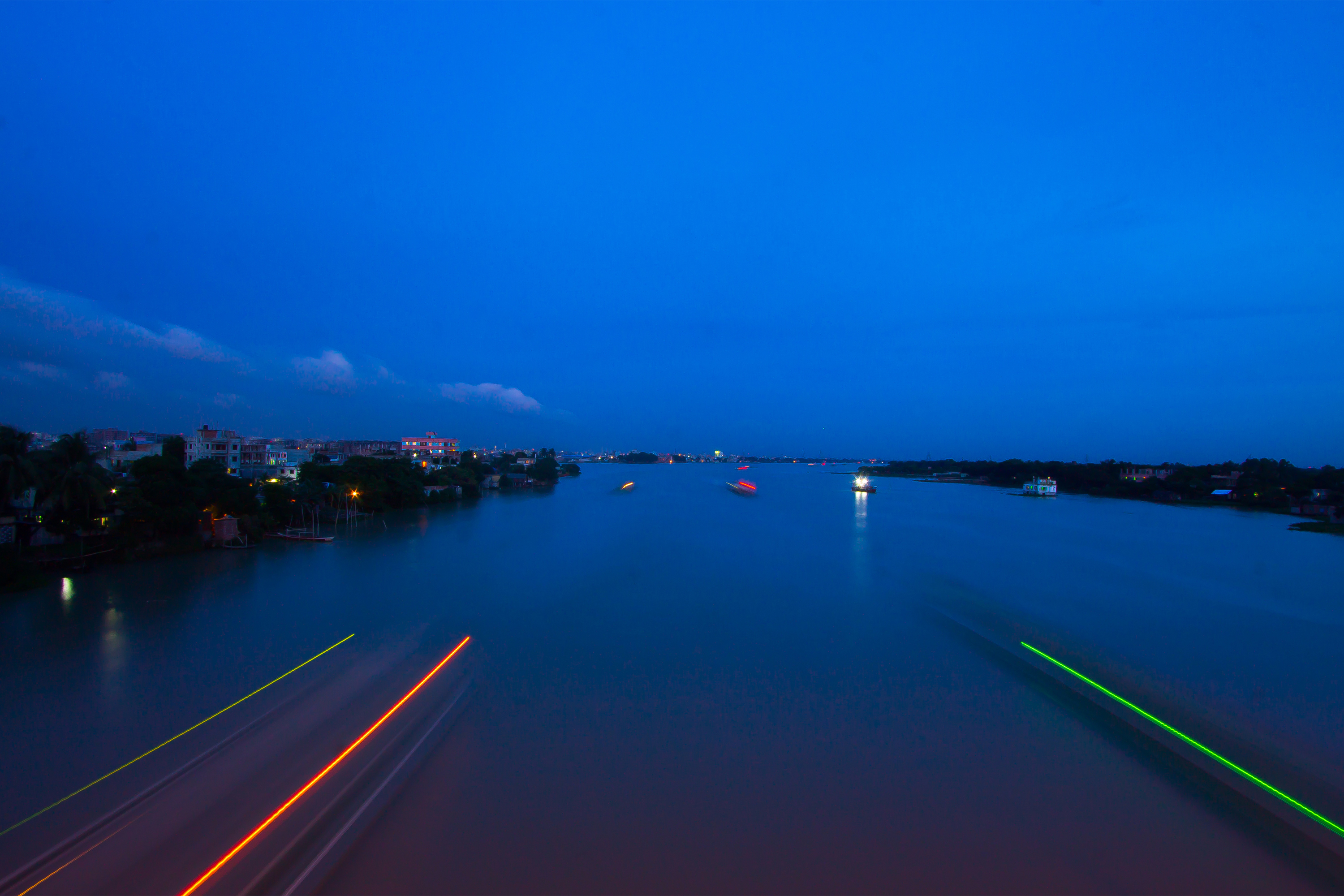
مساء نهر بوري كنكا، داكة ، بنكلاديش
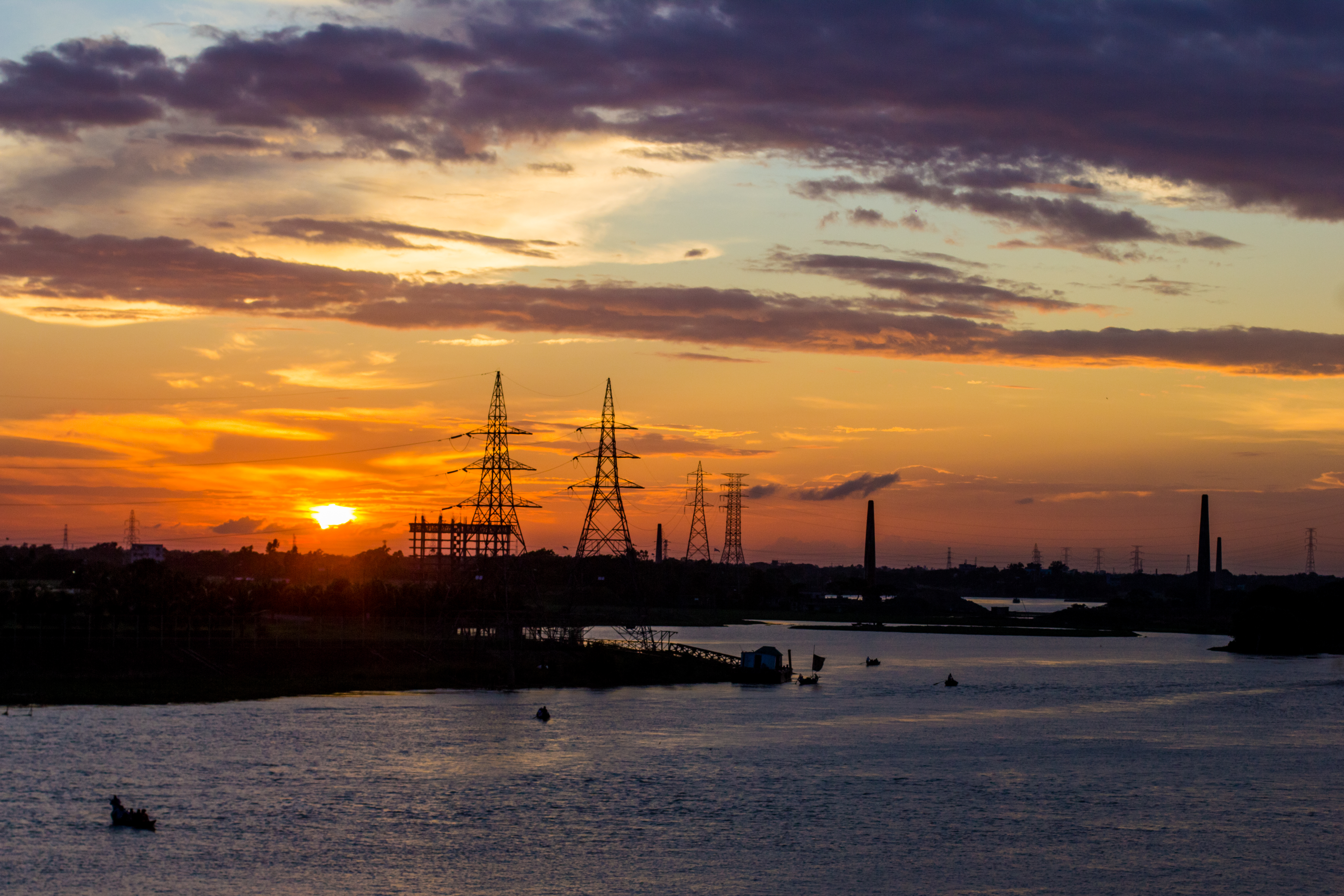
غروب نهر بوري كنكا
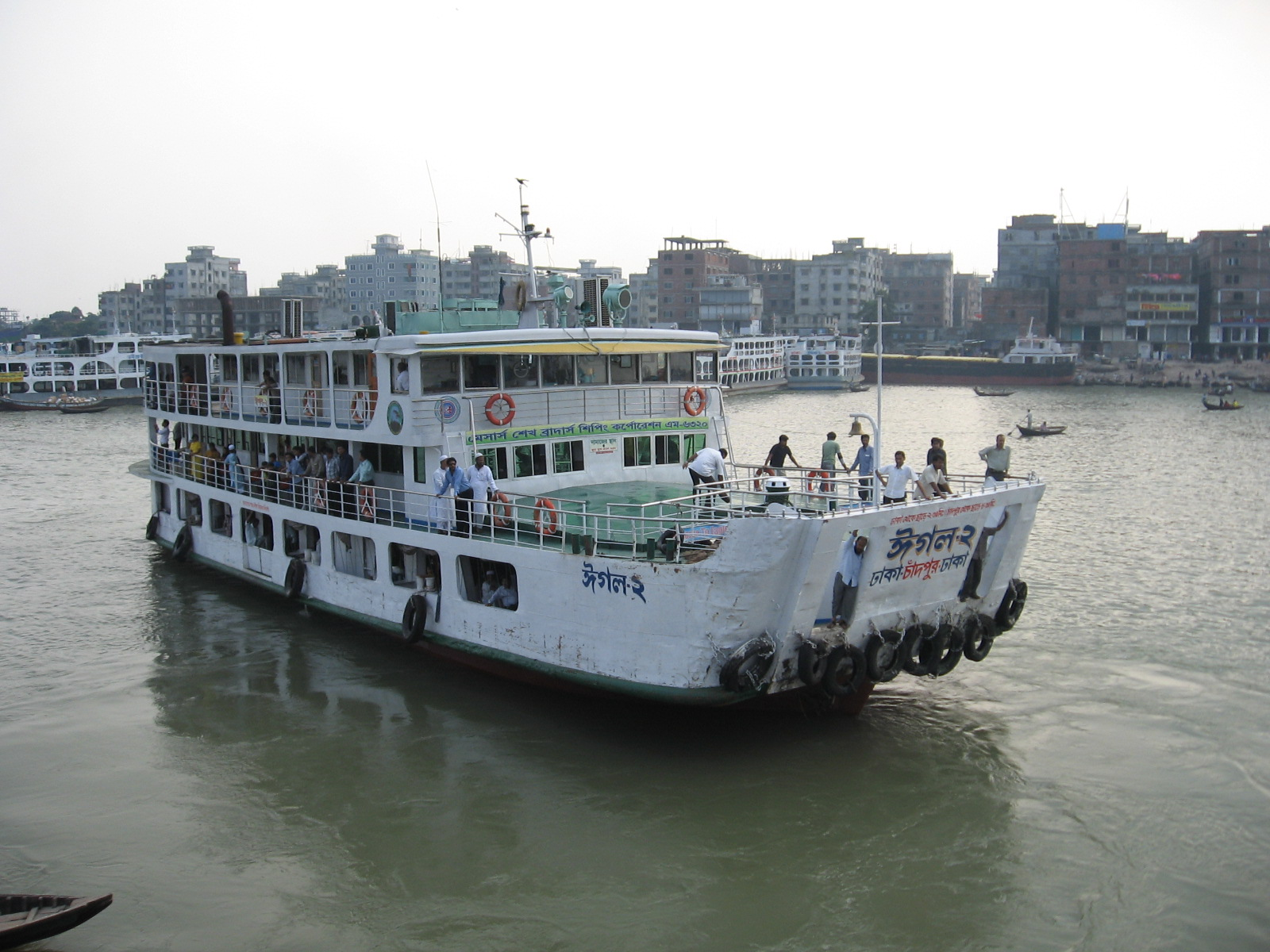
انطلاق سفينة

## روابط خارجية
- Youtube.com: فيديو الفاصل الزمني لنهر بوري كنكا